# Alger (departament)
Departamentul Alger (franceză Département d'Alger) a fost un departament al Franței din Algeria. A fost numit după reședința departamentului, orașul Alger.